# Straw-Detektor
Ein Straw-Detektor ist ein Spurdetektor für schnelle geladene Teilchen in der Hochenergiephysik. Er besteht aus vielen (z. B. mehreren Tausend) parallel angeordneten Proportionalzählrohren von kleinem Durchmesser (einige Millimeter) und kleiner Wanddicke (engl. straw, Strohhalm). Das Rohrmaterial wird durch Wickeln eines Folienstreifens hergestellt.
Die geringe Wanddicke bewirkt, dass ein Teilchen bei nur geringem Energieverlust viele Rohre durchqueren kann. Dadurch lassen sich seine Bewegungsrichtung und Energie bestimmen. Der Detektor kann wie eine Driftkammer betrieben werden, so dass ein hohes Orts-Auflösungsvermögen, weit feiner als der Durchmesser der Rohre, erreicht wird.
Im Vergleich zu Drahtkammern werden beim Straw-Detektor folgende Vorteile gesehen:
- einfachere Herstellung
- Robustheit gegenüber dem Bruch einzelner Anodendrähte, da der defekte Draht in seinem Rohr bleibt und nur abgeschaltet werden muss
- jeder Anodendraht ist in seinem Rohr für sich abgeschirmt, eine gegenseitige Beeinflussung („Übersprechen“) wird vermieden